# Kovács Ildikó (dietetikus)
Kovács Ildikó (1960–) 1983 óta dietetikus, élelmiszeripari mérnökként 1992-ben szerzett diplomát. Budapesten dolgozik, elsősorban az egészséges táplálkozás és az étrendi prevenció a szakterülete.
Vezetőségi tagja a Magyar Dietetikusok Országos Szövetségének Archiválva 2007. október 14-i dátummal a Wayback Machine-ben, ahol az ÚJ DIÉTA szakmai folyóirat főszerkesztője, a www.ujdieta.hu és a www.diet.hu weboldalak szerkesztője. Ezen kívül több startlap, a dietetika.lap.hu, a dieta.lap.hu és a Magyar Egészségügyi Szakdolgozói Kamara (MESZK) Archiválva 2012. június 18-i dátummal a Wayback Machine-ben honlapját is szerkeszti. 2003 óta az Egészséges Magyarországért Egyesület Szívbarát programjának igazgatója, koordinálója. Ennek keretében lakossági és szakmai rendezvényeken népszerűsíti a kiegyensúlyozott táplálkozást és a Szívbarát termékeket.

## Tudományos tevékenység
Magyar nyelvű cikkek és előadások - válogatás

## Online szakértői tevékenység
Szakértőként jégkrémek összetételével, tulajdonságaival, egészséges és diétás étrendbe való beillesztésükkel kapcsolatos kérdésekre válaszol.